# Wuta Dombaxe
Wuta Dombaxe (née le 5 avril 1986) est une joueuse angolaise de handball qui joue pour le club de Primeiro de Agosto. Elle est membre de l'équipe d'Angola de handball féminin. Elle a participé au Championnat du monde 2009 en Chine, au Championnat du monde 2015 au Danemark, ainsi qu'aux Jeux olympiques de 2008 et 2016.

## Palmarès

### En club
compétitions internationales
- vainqueur du Super globe féminin en 2019 (avec CD Primeiro de Agosto)

### En équipe nationale
Jeux olympiques
- 12e place aux Jeux olympiques 2008
- 8e place aux Jeux olympiques 2016

Championnats du monde
- 11e place au Championnat du monde 2009
- 16e place au Championnat du monde 2015
- 15e place au Championnat du monde 2019

Championnats d'Afrique
- Médaille d'or au championnat d'Afrique 2010
- Médaille d'or au championnat d'Afrique 2021
- Médaille d'or au championnat d'Afrique 2022

- Médaille d'or aux Jeux africains 2015.
- Médaille d'or aux Jeux africains de 2019.